# 伊娃·哈耶卡·佩特科維奇
伊娃·哈耶卡·佩特科維奇（英語：Eva Haljecka Petković）是一名塞爾維亞醫生和女權活躍份子，致力為女性醫生爭取權益。她是巴爾幹地區首位女婦科醫生、尼什市醫院的首位婦產科主管，以及塞爾維亞首位進行剖腹產手術的女性。 

## 早年
1870年，伊娃出生於波蘭會議王國與俄羅斯帝國的邊境，其母親在分娩時難產去世。她的父親馬爾科·佩特科維奇是一名建築工程師，由於工作關係，佩特科維奇父女經常一起到處旅行和搬家。伊娃幼時接受其父親的家庭教育，隨後在烏克蘭敖德薩就讀小學，中學時隨父親到基輔並在當地就讀中學。高中畢業後，她於1886年先入讀伯爾尼大學醫學院，後轉讀蘇黎世大學醫學院，並於1891年畢業。隨後她在維也納大學完成了婦科和婦產科的專攻課程，師從弗里德里希·索特。 

## 醫生生涯
1892年1月，伊娃在貝爾格萊德州立醫院擔任醫療助理。1905年，根據塞爾維亞內政部的職位分配，伊娃在總國立醫院婦產科擔任助理醫生。1909年，伊娃移居到尼什市，被分配到尼斯地區醫院的助理醫生 ，並在1910年第一次進行剖腹產手術，成為巴爾幹地區第一位進行此手術的女醫生。1912年至1913年的巴爾幹戰爭期間，伊娃擔任尼什地區醫院的負責人。第一次世界大戰期間，伊娃在尼斯被保加利亞軍隊佔領時遭俘虜，但在1918年12月獲釋並返回崗位。伊娃亦曾在貧民窟工作，醫治霍亂、性病和眼疾患者，因為當時的市區醫院不願接收他們。1919年第一次世界大戰結束，伊娃於同年成為尼什地區醫院的婦產科助理醫生。1920年1月3日，根據衛生部的新法令，伊娃終於成為尼什地區醫院的部門主管，並一直任職至1924年才退休。 
伊娃是爭取女男平權的傑出鬥士。1908年，伊娃曾向塞爾維亞國民議會提出申訴，要求將男醫生和女醫生的權利對等 。伊娃一生致力於醫學工作，尤其是改善婦女健康，亦是貝爾格萊德和尼什醫學會最活躍的成員之一。為了表彰她在醫學領域的貢獻，塞爾維亞政府分別在1913年和1915年授予其五級聖薩瓦勛章和四級聖薩瓦勛章，亦在1914年授予其仁慈十字勛章，表揚其在巴爾幹戰爭時期照顧傷病者。伊娃於1947年去世。